# José Leonardo Ribeiro da Silva
José Leonardo Ribeiro da Silva, beter bekend als Leonardo (São Paulo, 8 februari 1988) is een Braziliaans voetballer die in 2012 definitief werd overgenomen door Los Angeles Galaxy uit de Major League Soccer.

## Clubcarrière
Leonardo werd geboren in São Paulo en was dan ook deel van de jeugdopleiding van São Paulo FC. In 2010 werd hij samen met clubgenoten Alex Cazumba en Juninho aan het Amerikaanse Los Angeles Galaxy verhuurd. Hij maakte zijn debuut voor Los Angeles op 27 maart 2010 tegen New England Revolution. Zijn verhuurperiode bij Los Angeles Galaxy was door een hardnekkige blessure echter niet succesvol. In 2011 leek terug te komen in het eerste team, maar opnieuw zorgde een blessure ervoor dat hij een groot deel van het seizoen miste. Op 2 april 2011 maakte hij zijn eerste doelpunt voor Los Angeles op aangeven van David Beckham. Op 7 februari 2012 nam Los Angeles Galaxy Leonardo transfervrij over van São Paulo.